# 现在共和国
现在共和国（西班牙語：Ahora Repúblicas）是西班牙的一个选举联盟，为应对2019年欧洲议会选举而于2019年成立，由一些地方主义政党组成。该联盟的领袖是奥里奥尔·洪克拉斯。

## 成员
- 加泰罗尼亚共和左翼
- 巴斯克地区联合
- 加利西亚民族主义集团
- 现在更多（英语：Ara Més）
- 阿斯图里亚斯团结（英语：Andecha Astur）
- 斗争力量（英语：Puyalón de Cuchas）
- 加纳利群岛现在（英语：Ahora Canarias）

## 前成员
- 加那利民族主义替代
- 人民团结

## 選舉紀錄
| 歐洲議會 |           |      |      |        |     |
| 選舉     | 票數      | %    | 排名 | 議席數 | +/– |
| 2019年   | 1,252,139 | 5.58 | 第6  | 3 / 54 | /   |